# Burzum
Burzum je ena najbolj razvpitih norveških black metal skupin, katere edini stalni član je Varg Vikernes(11.02.1973, Bergen), ali samoimenovani Count Grishnackh. Varg je inštrumente na večini albumov odigral sam, edina izjema je bil Ep Aske, kjer se mu je na basu pridružil Tomas Haugen (Emperor, Zyklon, Gorgoroth, Satyricon).
Burzum je nastal iz skupine Uruk-Hai, ki je po nekaj nastopih okrog leta 1990 razpadla.
Bil je član tudi ekstremne black/death metal skupine Old Funeral(1988). Sestavljali so jo člani:Tore Bratseth - Guitars (Bömbers, The Batallion, Desekrator; Thorlak - Bass; Jřrn - Guitars (Hades (Nor)/Hades Almighty, Amputation, Immortal (Nor)) Padden - Drums, Vocals (Amputation, Immortal (Nor) as Kolgrim); Kristian (Varg Vikernes) - Guitars (Burzum, Mayhem (Nor); Satanel (Nor), Uruk-Hai (Nor));Abbath (aka Olve Eikemo) - Bass, Vocals (Immortal (Nor); Bömbers, Amputation, Satanel (Nor), Studio Drums For Det Hedenske Folk, I);Demonaz - Guitars (Immortal (Nor), Amputation.
Razpadli so leta 1992.Njihov album je idala založba Hammerheart v poznih 90ih.(encyclopaedia Metallum)
Varg je bil povezan z nekaterimi požigi cerkva na Norveškem, pozneje je bil zaradi umora kitarista skupine Mayhem Oysteina Aarsetha oziroma Euronymousa tudi obsojen na 21 let. Prvotna glasbena zvrst skupine Burzum je bil black metal, vendar band napačno povezujejo s satanizmom, saj Varg ni satanist, prej nacionalist. Varg je tudi povezan z odinizmom ali pogansko religijo, ki jo obravnava kot del prave evropske kulture. Poleg tega varg Vikernes zavrača oznako nacista saj za razliko od nacistov občudujejo Slovane in njihovo kulturo. Glasbeno so Burzum black metal le da imajo pomembne atmosferične in ambientalne elemente. Zadnja albuma sta nastala v zaporu, kjer so Vargu prepovedali uporabo instrumentov z izjemo klaviatur, zato sta albuma povsem ambientalna (Daudi baldrs; Hlidskjalf). Varg je po 16 letih končno prišel iz zapora 24. maja 2009 in posnel nov album z naslovom Belus.

## Diskografija
- Burzum (Demo I) - 1991
- Burzum (Demo II) - 1991
- Burzum (Promo) - 1992
- Burzum - 1992
- Aske (mini-LP) - 1993
- Det Som Engang Var - 1993
- Hvis Lyset Tar Oss - 1994
- Filosofem - 1996
- Dauði Baldrs - 1997
- Hliðskjálf - 1999
- Belus - 2010
- Fallen - 2011
- Umskiptar - 2012
- Sol âustan, Mâni vestan - 2013
- The Ways of Yore - 2014
- Thulêan Mysteries - 2020